# Stenocactus vaupelianus
Stenocactus vaupelianus là một loài thực vật có hoa trong họ Cactaceae. Loài này được (Werderm.) F.M. Knuth miêu tả khoa học đầu tiên.

## Hình ảnh

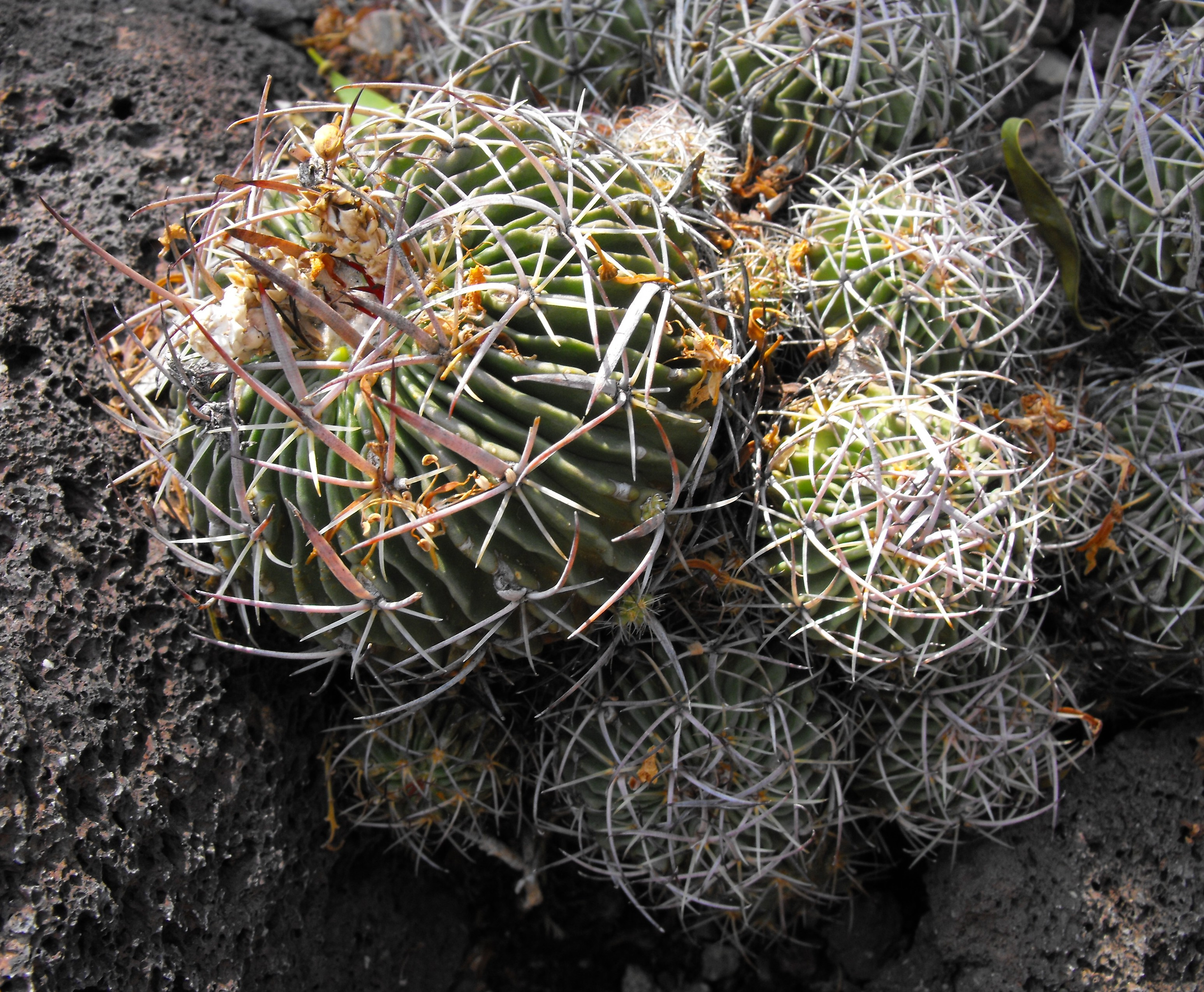
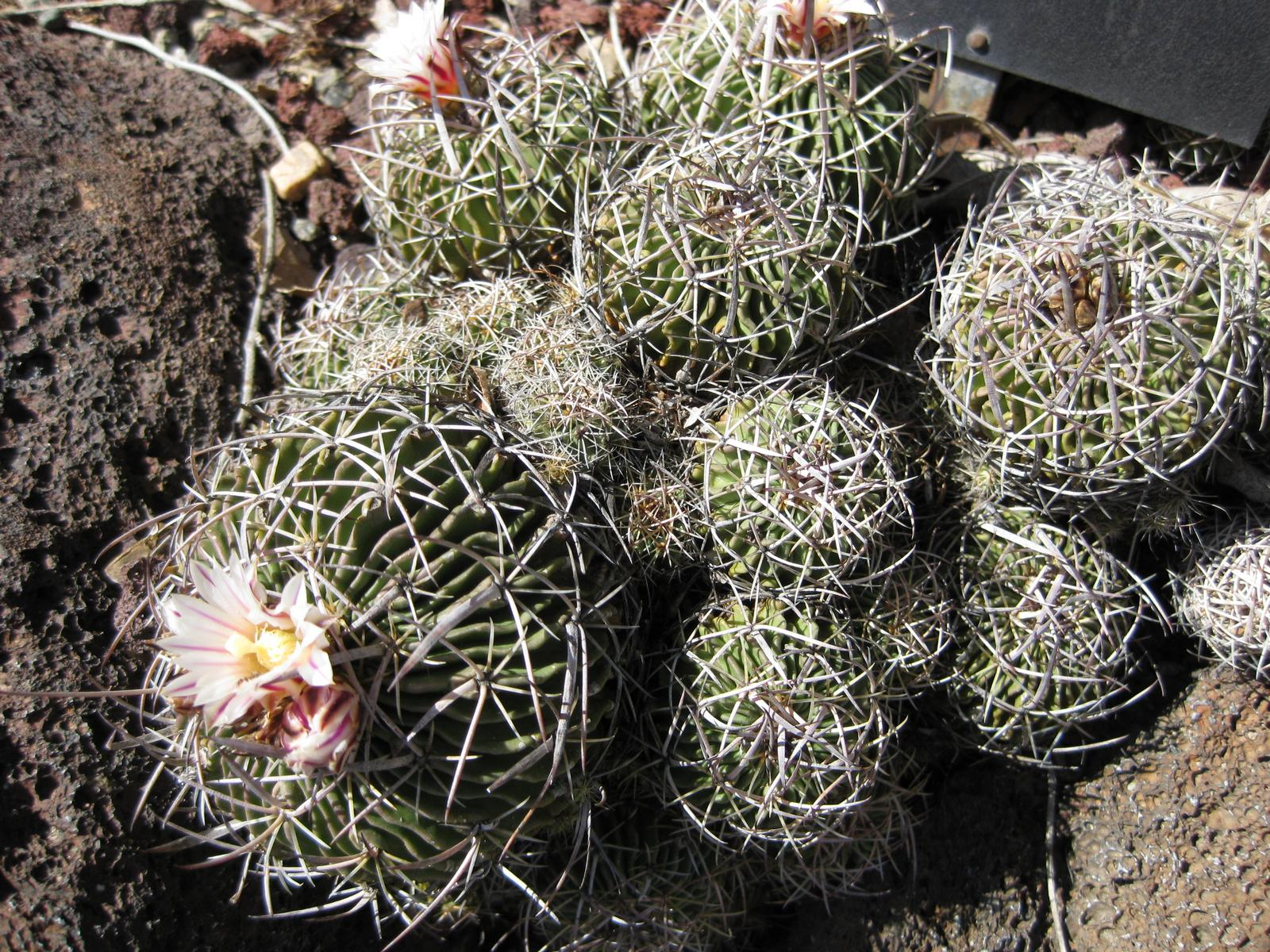
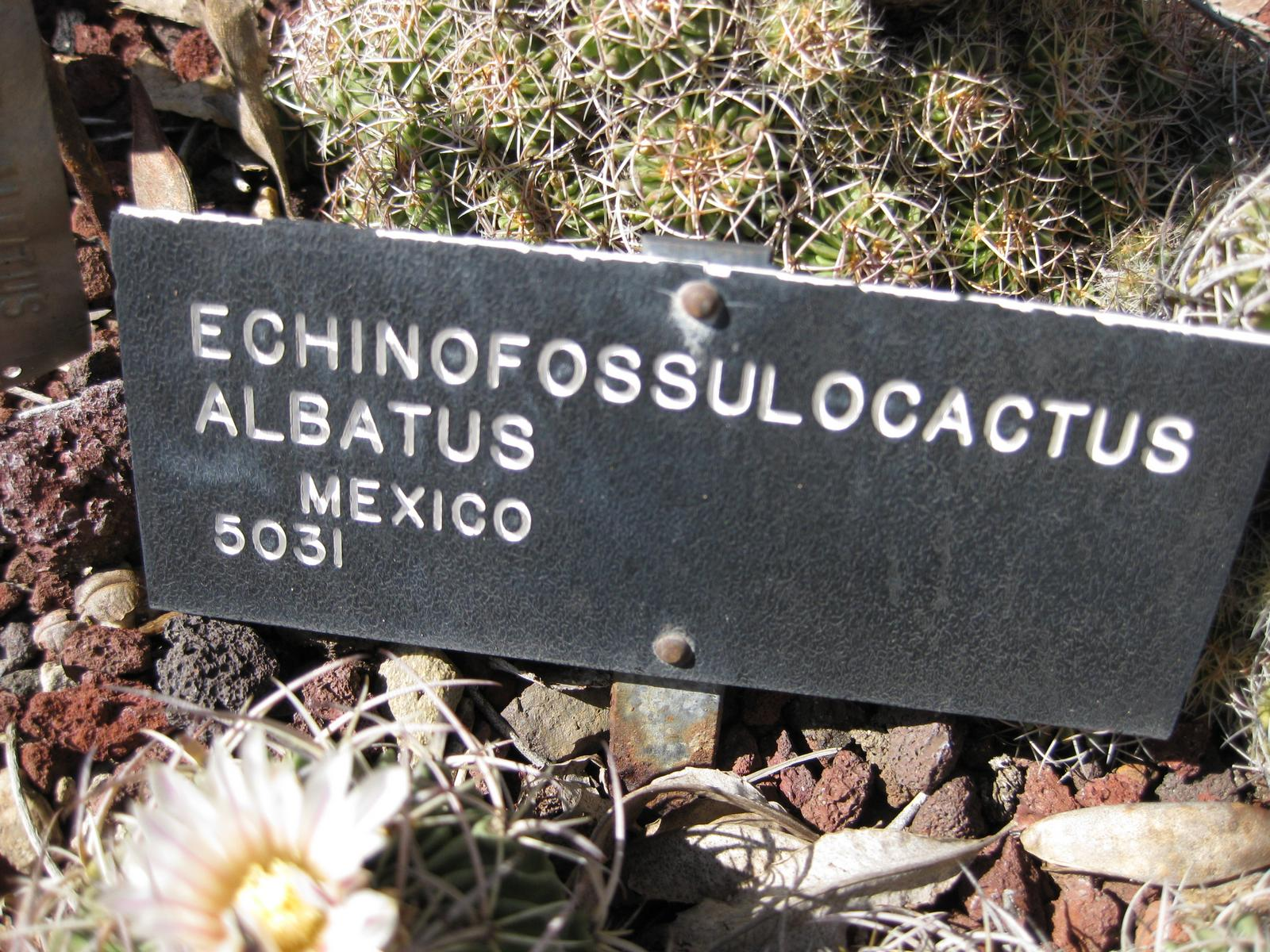
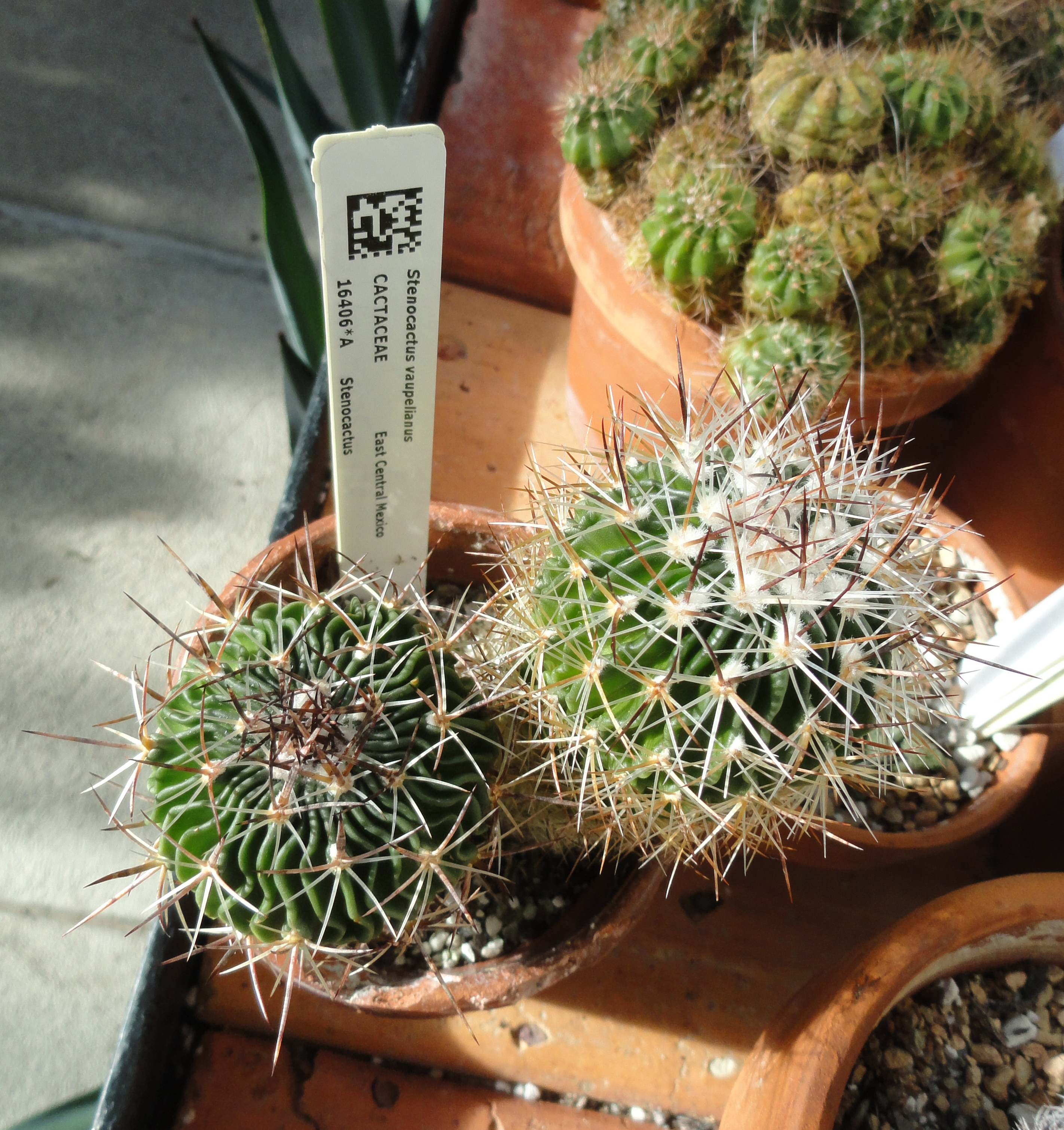